# Лісничий
Лісничий — посада лісовода, спеціаліст лісового господарства, керівник лісництва. Підпорядковується директору і головному лісничому лісгоспу, ліспромгоспу або іншого підприємства лісового господарства, безпосередньо керує всіма роботами в лісництві, відповідає за стан та охорону лісів. Лісничому підпорядковуються помічник, майстри лісу, лісники.
На посаду лісничого призначаються особи, які мають вищу і середню технічну лісову освіту, досвід роботи в лісовому господарстві. Лісничому присвоюється II або I розряд.

## Історія
У Росії указом Петра I у 1722 році була введена лісова варта, яка виконувала в казенних і корабельних лісах функції, аналогічні функціям сучасних лісників. Її склад був в основному сформований з «служилих людей» скасованої засічної варти, в обов'язки яких входила і охорона засечних лісів, пізніше стали заповідними.
Для керівництва лісовою вартою були організовані посади вальдмейстера (лісничого) і унтер-вальдмейстера (підлісничого).
В кінці XVIII століття в губернських лісових управліннях існували різноманітні посади. У 1826 році вийшло положення «Про новий устрій лісової частини», згідно з яким ці посади були перейменовані відповідно в губернських лісничих, вчених і окружних лісничих, помічників окружних лісничих, молодших лісничих і підлісничих.
У 1839 році був створений Корпус Лісничих — лісове відомство військового зразка, що об'єднало всі чини губернських лісових управлінь і лісову сторожу.
У 1923 році був прийнятий Лісовий кодекс РРФСР, утворений державним лісовим фондом і введена сучасна посада лісничого.
У 2007 році набув чинності новий лісовий кодекс, який ліквідував поняття лісничий, а колишні лісничі стали іменуватися лісовими інспекторами; на них покладено державний лісовий контроль і нагляд.

## Обов'язки лісничого
- Лісничий очолює і забезпечує охорону лісів від пожеж і охорону від лісопорушень, організовує пожежно-хімічні станції, керує гасінням лісових пожеж, проводить роз'яснювальні заходи з охорони лісів серед місцевих жителів.
- Відповідно до плану ведення лісового господарства, лісничий здійснює контроль за рубками головного користування та лісовідновлювальні роботи, контролює інші роботи з лісокористування.
- Також лісничий забезпечує навчання та підвищення кваліфікації перебуваючих у його підпорядкуванні помічника, техніків-лісівників, лісників.
- За дорученням лісничий лісгоспу може виступати як представник в адміністративних і судових органах при розгляді справ про лісопорушення й лісових пожежах.

## Відомі лісничі
- Алексєєв, Євген Венедиктович (1869-1930) — працював лісничим у Костромській, Нижньо-Новгородській і Київській губерніях, Біловезькій пущі.